# Wojna domowa
Wojna domowa (zu deutsch: Bürgerkrieg) ist eine polnische Fernsehserie.

## Handlung
Kaminski und Jankowski sind Nachbarn, sie wohnen im selben Haus und ihr Leben ist voller absurder Überraschungen. Die Jankowskis haben nicht nur mit ihrem kleinen Sohn alle Hände voll zu tun, auch bei den Kaminskis zieht eine junge Nichte ein. Im Haus geht immer etwas Merkwürdiges vor sich, und im unpassendsten Moment klingelt ein Mann an der Tür und fragt nach „altem Brot für das Pferd“. Komödiantische Filmszenen wechseln sich ab mit schauspielerischen Leistungen in langatmigen Szenen.

## Liste der Episoden
1. Das Leben ist hart (Ciężkie jest życie)
2. Ticket für den Friseur (Bilet za fryzjera)
3. Zusammenkunft mit den Eltern (Wywiadówka)
4. Erster Tag (Pierwszy dzień)
5. Zwei mit Azimut (Dwója z azymutu)
6. Klassendreieck (Trójka klasowa)
7. Polnischer Yoga (Polski joga)
8. Besuch der alten Dame (Wizyta starszej pani)
9. Muttertag (Dzień matki)
10. Ausländischer Gast (Zagraniczny gość)
11. Was jeder Junge… (Co każdy chłopiec)
12. Externer Monolog (Monolog zewnętrzny)
13. Junge Talente (Młode talenty)
14. Neuerwerb (Nowy nabytek)
15. Die Kraft der Phantasie (Siła wyobraźni)

## Besetzung
Hauptbesetzung
- Kazimierz Rudzki – Kazimierz Jankowski
- Irena Kwiatkowska – Zofia Jankowska
- Krzysztof Janczar – Paweł Jankowski
- Alina Janowska – Irena Kaminska
- Andrzej Szczepkowski – Henryk Kaminski
- Elżbieta Góralczyk – Anula (ab episode 4)
- Jarema Stępowski – fremder Mann, der in jeder Episode nach trockenem Brot für ein Pferd fragt